# Pražský haus
Pražský „haus“ je historicky první[zdroj⁠?!] československý singl v tanečním stylu house music. Nahrála jej skupina Hipodrom Jindřicha Parmy a začátkem roku 1989 tento singl vydalo gramofonové vydavatelství Supraphon (11 0244-7311 SP vinyl 45).
V prodejní hitparádě Supraphonu se dostal na 2. místo a v „disko“ žebříčku v červnu 1989 obsadil již 1. místo (disko žebříček byl tehdy sestavován hlasováním DJů o oblíbenosti československých skladeb na tuzemských diskotékách).
Pražský haus na přelomu 80. a 90. let 20. století nejen svojí aktuálností i zvukem úspěšně[zdroj⁠?!] konkuroval anglo-americko-německé produkci, která tehdy na českých a slovenských diskotékách jasně dominovala, ale výrazně se prosadil ve vysílání rozhlasových stanic.[zdroj⁠?!]
K úspěšnosti „Pražského hausu“ přispěl vokálním partem i zpěvák Petr Kotvald.